# 변통궁

붉은색 선은 활동궁을, 연두색 선은 고정궁을 그리고 파란색 선은 변통궁을 연결하고 있는 도해.

변통궁(變通宮, mutable sign): 순응적이며, 사려분별있고, 분석가이며, 외향적인 별자리이다. 즉 변통궁은 활동궁이나 고정궁의 어떤 측면들에 따라서 처신할 만큼의 긍정적인 특성과 연관될 수 있다. 변통궁은 다음과 같다.
- 쌍둥이자리(): 봄과 여름의 사이이다.
- 처녀자리(): 여름과 가을의 사이이다.
- 사수자리(): 가을과 겨울의 사이이다.
- 물고기자리(): 겨울과 봄의 사이이다.

## 역사적 정의
4세기 후반 로마의 점성가 파울루스 알렉산드리누스의 《점성술의 소개(Introduction to astrology)》 제2장에 대한 비잔티움의 한 주석서에서 변통궁에 대한 다음과 같은 정의가 발견된다.
"쌍둥이자리는 봄과 여름의 사이 즉 봄의 끝과 여름의 시작의 사이에 있는 것처럼 양체(兩體, double-bodied)의 황도대(별자리)는 두 계절 사이에 있다. ... 그 말인 즉슨, 여름과 봄의 두 몸 사이에는 두 개의 몸을 가진 별자리가 있다."
900년 후, 13세기 말경에 중세 이탈리아의 구이도 보나티는 그의 《천문학의 서(Liber Astronomiae)》에서 위와 같은 정의를 유지했는데, 그의 글은 더 장문이다.:
"가동성 별자리(활동궁)라고 불리는 것들이 있는데, ... 태양이 그것들에 입장했을 때, 공기의 성향이 변하기 때문이다. 보통의 별자리라 불리는 것들이 있는데, 태양이 그것들 중 어떤 것에 들어갔을 때, 그것은 계절을 확실히 고정적이지도 않고 확실히 가동적이지도 않은 보통으로 만들지만, 고정궁과 활동궁에 모두 참여한다. 그 기간의 어느 때에서든 그것은 하나의 일부이면서 다른 것의 일부이다. ... (태양이) 사자자리를 떠나서 처녀자리에 들어갈 때, 계절이 바뀌며 부분적으로는 여름 그리고 부분적으로는 가을이 된다."

## 같이 보기
- 고정궁
- 활동궁